# Neolamprologus niger
Neolamprologus niger är en fiskart som först beskrevs av Poll, 1956.  Neolamprologus niger ingår i släktet Neolamprologus och familjen Cichlidae. IUCN kategoriserar arten globalt som livskraftig. Inga underarter finns listade i Catalogue of Life.